# Wenceslau Guimarães
Wenceslau Guimarães är en kommun i Brasilien.   Den ligger i delstaten Bahia, i den östra delen av landet, 900 km öster om huvudstaden Brasília. Antalet invånare är 22 181.
Omgivningarna runt Wenceslau Guimarães är en mosaik av jordbruksmark och naturlig växtlighet. Runt Wenceslau Guimarães är det ganska glesbefolkat, med 43 invånare per kvadratkilometer.